# Klubbäcken
Klubbäcken är en by cirka 5 kilometer öster om Lingbo i Ockelbo kommun. Klubbäcken ligger vackert vid utloppet av ån från Lingan till Klubbäcksjön och präglas av skogsbruk, jordbruk och fritidboende. Den gamla byskolan lades ner 1940. 1959 byggdes en ny bro över ån. Klubbäcken ligger i kanten av Ödmården i nordöstra Gästrikland.